# Yuzawa Yosuke
Yosuke Yuzawa (湯澤 洋介 Yuzawa, Yosuke, sinh ngày 16 tháng 10 năm 1990 ở Nikkō, Tochigi) là một cầu thủ bóng đá người Nhật Bản thi đấu cho Kyoto Sanga FC.

## Thống kê câu lạc bộ
Cập nhật đến ngày 23 tháng 2 năm 2018.
| Thành tích câu lạc bộ | Thành tích câu lạc bộ | Thành tích câu lạc bộ | Giải vô địch | Giải vô địch | Cúp                   | Cúp                   | Tổng cộng | Tổng cộng |
| Mùa giải              | Câu lạc bộ            | Giải vô địch          | Số trận      | Bàn thắng    | Số trận               | Bàn thắng             | Số trận   | Bàn thắng |
| Nhật Bản              | Nhật Bản              | Nhật Bản              | Giải vô địch | Giải vô địch | Cúp Hoàng đế Nhật Bản | Cúp Hoàng đế Nhật Bản | Tổng cộng | Tổng cộng |
| --------------------- | --------------------- | --------------------- | ------------ | ------------ | --------------------- | --------------------- | --------- | --------- |
| 2013                  | Tochigi SC            | J2 League             | 23           | 1            | 1                     | 1                     | 24        | 2         |
| 2014                  | Tochigi SC            | J2 League             | 37           | 3            | 1                     | 0                     | 38        | 3         |
| 2015                  | Tochigi SC            | J2 League             | 27           | 0            | 1                     | 0                     | 28        | 0         |
| 2016                  | Mito HollyHock        | J2 League             | 38           | 3            | 0                     | 0                     | 38        | 3         |
| 2017                  | Mito HollyHock        | J2 League             | 35           | 1            | 1                     | 0                     | 36        | 1         |
| Tổng cộng sự nghiệp   | Tổng cộng sự nghiệp   | Tổng cộng sự nghiệp   | 160          | 8            | 4                     | 1                     | 164       | 9         |